# Miladinovți, Dobrici
Miladinovți (în bulgară Миладиновци, în română Denicler) este un sat în comuna Dobricika, regiunea Dobrici, Dobrogea de Sud, Bulgaria. 
Între anii 1913-1940 a făcut parte din plasa Ezibei a județului Caliacra, România.

## Demografie
Componența etnică a satului Miladinovți
     Bulgari (96,69%)
     Nicio identificare (0,82%)
     Altele (2,47%)
La recensământul din 2011, populația satului Miladinovți era de 121 locuitori. Din punct de vedere etnic, majoritatea locuitorilor (96,69%) erau bulgari. Pentru 0,82% din locuitori nu este cunoscută apartenența etnică.